# 针齿铁仔
针齿铁仔（学名：Myrsine semiserrata）为紫金牛科铁仔属下的一个种。